# Wishfart
 (décembre 2018).
Si vous disposez d'ouvrages ou d'articles de référence ou si vous connaissez des sites web de qualité traitant du thème abordé ici, merci de compléter l'article en donnant les références utiles à sa vérifiabilité et en les liant à la section « Notes et références ».
Wishfart ou Pète le vœu au Québec est une série télévisée d'animation canadienne humoristique urbaine créée par John Hazlett, Lienne Sawatsky et Daniel Williams. Elle est produite par Dan Williams pour Wishfart Productions inc. et distribuée notamment par Bejuba! Entertainment, qui détient les droits de distribution mondiaux.
La série est diffusée au Royaume-Uni depuis le 5 septembre 2017 sur CITV et au Canada depuis le 2 juin 2018 sur Teletoon. En France, elle est diffusée depuis le 22 octobre 2018 sur Canal+ Family et depuis le 1er décembre 2018 sur Télétoon+, et au Québec depuis le 27 mai 2018 sur Télétoon.
La première saison a été produite pour 7,4 millions de dollars.

## Synopsis
La série met en scène Dez, un adolescent farfadet doté de pouvoirs magiques, qui lui permettent d'exaucer des vœux. Il vit des aventures avec le macareux Puffin et une éternelle adolescente spectre d'âge centenaire : Akiko.

## Personnages

### Personnages principaux
La série comporte trois personnages principaux : Dez, Puffin et Akiko.
Dez est un adolescent farfadet qui possède la capacité d'exaucer les vœux. Puffin est un macareux. Akiko est une fantôme japonaise. C'est une éternelle adolescente, morte de la peste qui a anéanti tout son village. Elle est surnommée kiko par ses amis.

### Personnages secondaires
- Tsuni est une sirène qui monte sur une planche à roulettes et l'intérêt amoureux de Dez. Elle a la peau plus sombre que lui et a un trident pliable dans son sac à dos. Elle chante mal et convoque les krakens quand elle le fait, elle l'évite généralement. Dez l'a également appelée Tsunami. Elle a trois petites sœurs orphelines (un renard, une chèvre et un oiseau) qu'elle accompagne parfois en ville.
- Chat-lumeau est un chat mystique, propriétaire d'un restaurant.
- Le Roi des Enfers est l'ennemi occasionnel de Dez et de ses amis.
- Phil est l'oncle farfadet grourmand de Dez.
- Neptune est un mec surfeur et dieu de la mer
- Howie est un centaure de livraison postale.
- Samuel est un yéti en crème glacée.
- Clooney est le père farfadet de Dez.
- Emer est la mère farfadet de Dez.
- Finnuala est une farfadet exécutante et l'ennemie de Dez.
- Leslie Walderamma est un enfant sorcier agaçant.
- Dusty est une sorcière atypique.
- Roi Chewing-Gum est un employé de Copains de Gommes, le roi des Arrières et l'ennemi d'Akiko.
- G est une gargouille de garde de sécurité.
- Janice est une porte-parole à deux visages, déesse des seuils.

## Distribution

### Voix originales
- Mac Haywood : Dez
- Sergio Di Zio : Puffin
- Stephany Seki : Akiko
- Jordan Todosey : Tsuni
- Martin Roach : Chat-lumeau
- Brian Drummond : Le Roi des Enfers
- Blair Williams : Phil
- Christian Potenza : Neptune
- Lyon Smith : Howie
- Doug Hadders : Samuel
- Craig Warnock : Clooney
- Kathy Laskey : Emer
- Samantha Weinstein : Finnuala
- Darren Frost : Leslie Walderamma
- Evany Rosen : Dusty
- Juan Chioran : Le Roi Chewing-Gum
- Jeff Lumby : G
- Julie Lemieux : Janice

### Voix françaises
- Maxime Desjardins : Dez
- Philippe Martin : Puffin
- Geneviève Bédard : Akiko
- Fayolle Jean Jr : Chat-lumeau
- Véronique Savoie : Tsuni
- Roxane Tremblay-Marcotte : Finnuala
- François Sasseville : Capitaine Abdos

## Fiche technique
- Titre original et français : Wishfart
- Titre québécois : Pète le vœu
- Création : John Hazlett, Lienne Sawatsky, Daniel Williams
- Réalisation : Jason Groh
- Scénario : John Hazlett, Lienne Sawatsky, Dan Williams, Doug Hadders, Adam Rotstein, Emer Connon, Stephanie Kaliner, Shawn Kalb, Jerome Simpson, Josh Sager, Christine Mitchell
- Musique :
  - Compositeur(s) : Scott Bucsis
  - Compositeur(s) de musique thématique : Martin Kucaj
- Production : 
  - Producteur(s) : Dan Williams (Wishfart Productions) et Laurie Handforth (Nelvana)
  - Producteur(s) exécutif(s) : John Hazlett, Lienne Sawatzky, Daniel Williams, Tatiana Kober, Scott Dyer, Helen Lebeau
- Société(s) de production : Wishfart Productions Inc., Nelvana Enterprises, Corus Entertainment
- Société(s) de distribution : Bejuba! Entertainment
- Format : HDTV (1080p)
- Durée : 22 minutes
- Pays d'origine : Canada
- Langues : Anglais, Français
- Diffusion : Canada, France

## Épisodes

### Saison 1 (2017-2018)
| №  | #   | Titre français                       | Titre original                    | Première diffusion |
| -- | --- | ------------------------------------ | --------------------------------- | ------------------ |
| 1  | 1a  | Je fais la roue ! Je fais la roue !  | Cartwheel! Cartwheel! Cartwheel!  | 5 septembre 2017   |
| 2  | 1b  | Coup de baguettes                    | Chopstick Jab                     | 5 septembre 2017   |
| 3  | 2a  | Hypnocommando                        | What's Up, P. Buddy?              | 12 septembre 2017  |
| 4  | 2b  | Dez le malpropre                     | Litterfools Ain't Cool            | 12 septembre 2017  |
| 5  | 3a  | C'est pas vrai !                     | Aw, Man!                          | 19 septembre 2017  |
| 6  | 3b  | Amitié forcée                        | Let's Ditch Dorkus                | 19 septembre 2017  |
| 7  | 4a  | Maître de la gigue                   | Does This Please the Jigmaster?   | 26 septembre 2017  |
| 8  | 4b  | Un bébé phoque ou presque            | Baby... Seal... Thingy            | 26 septembre 2017  |
| 9  | 5a  | Les épices c'est fantastique         | Spicy is Paradisey                | 10 octobre 2017    |
| 10 | 5b  | Au revoir, shorts moulants !         | Goodbye Short Pants               | 10 octobre 2017    |
| 11 | 6a  | Semi-triste                          | Normal Sad                        | 17 octobre 2017    |
| 12 | 6b  | Cambriolage parfait                  | We're a Ragtag Team               | 17 octobre 2017    |
| 13 | 7a  | Pourquoi on n'a pas tous une cape ?  | Why Don't We All Have Capes?      | 24 octobre 2017    |
| 14 | 7b  | A la soupe !                         | Le Sigh                           | 24 octobre 2017    |
| 15 | 8a  | C'est du gâteau !                    | It's Cake Time, Bro               | 31 octobre 2017    |
| 16 | 8b  | Fêlé du bocal                        | I Wear This Hat Ironically        | 14 novembre 2017   |
| 17 | 9a  | Zombiscuits                          | Hot Spicy Breath                  | 14 novembre 2017   |
| 18 | 9b  | Bill le Lion des Vœux                | Million Mo' Wishes                | 21 novembre 2017   |
| 19 | 10a | Clic-clac, jusqu'à ce que tu craques | Clip, Clop, We Won't Stop         | 21 novembre 2017   |
| 20 | 10b | Ils ont mangé le poisson rouge       | And They Ate the Goldfish         | 31 octobre 2017    |
| 21 | 11a | Les carottes sont cuites             | Warmer Pants for the King         | 5 décembre 2017    |
| 22 | 11b | Etrangement parfait                  | Strangely Perfect                 | 5 décembre 2017    |
| 23 | 12a | Tu sais quoi, Picasso ?              | Guess What Picasso?               | 12 décembre 2017   |
| 24 | 12b | Dégueu, mais noble                   | Gross But Noble                   | 12 décembre 2017   |
| 25 | 13a | Club Rigolunmax                      | Team Shazamrock                   | 19 décembre 2017   |
| 26 | 13b | Noël puissance maximale              | Christmas Times the Max           | 19 décembre 2017   |
| 27 | 14a | C'est du cinéma !                    | In Your Face, Wishpower!          | 9 janvier 2018     |
| 28 | 14b | Maille à partir                      | Knit Harder                       | 9 janvier 2018     |
| 29 | 15a | Typique de l'oncle Phil              | Classic Uncle Phil                | 16 janvier 2018    |
| 30 | 15b | Agita una gamba !                    | Agita una gamba !                 | 16 janvier 2018    |
| 31 | 16a | Animal ou ami mâle ?                 | Ciao, Bright Eyes                 | 22 janvier 2018    |
| 32 | 16b | Bandes décimées                      | Customer Service Is My Jam        | 22 janvier 2018    |
| 33 | 17a | Invité d'horreur                     | Chill, Moms                       | 23 janvier 2018    |
| 34 | 17b | Sorcier Disco !                      | You've Been Funky Warlocked       | 23 janvier 2018    |
| 35 | 18a | Mangeons du sable !                  | We Can Eat Sand!                  | 24 janvier 2018    |
| 36 | 18b | Crocs de guépard                     | We Are Cheetah Face!              | 24 janvier 2018    |
| 37 | 19a | Ça manque de ketchup                 | Needs Ketchup                     | 25 janvier 2018    |
| 38 | 19b | Salade composée                      | Chopped Salad!                    | 25 janvier 2018    |
| 39 | 20a | Un Dez légèrement plus grand         | Clown Shoes Never Solved Anything | 26 janvier 2018    |
| 40 | 20b | Joyeux Farfadersaire!                | Happy Green Weirdo Day!           | 26 janvier 2018    |